# Рудник Капанга
Рудник Капанга — колишнє гірничодобувне підприємство на Північному острові Нової Зеландії.
Алювіальне золото виявили в регіоні ще в 1852-му, а в 1857-му відкрили корінне рудне тіло Капанга. Надалі повномасштабну розробку останнього організувала компанія Kapanga Gold Mining, що в 1867 році запустила амальгамаційну фабрику, обладнання якої замовили у Англії. Таким чином, рудник Капанга став першим в історії Нової Зеландії, який узявся за розробку корінних кварцитових порід.
Протягом наступних десятиліть власник копальні пройшов через кілька реорганізацій. У 1880-му він став Kapanga Gold Mining Company of New Zealand, а в 1886-му повернулись до попередньої назви. У 1892-му компанію перереєстрували з тією ж назвою, проте збільшеним капіталом, що дозволило залучити інвестора в особі Hauraki Gold Mining. У 1895-му ще більший додатковий внесок до капіталу здійснила Balgrove's Freehold Mining Company.
Отримані інвестиції дозволили в 1895-му довести шахту до глибини близько 240 метрів, звідки через бічну штольню завдовжки 180 метрів мали розробляти глибокі горизонти рудного тіла Скотті (ще в 1860-х роках на нього заклали рудник Скотті, що став другим у Новій Зеландії в розробці корінних порід, проте той проєкт виявився невдалим). Крім того, буріння показало наявність золота нижче від стовбура і в 1896-му провели його поглиблення до позначки близько 330 метрів. Втім, вміст золота на глибоких горизонтах виявився замалим і не пізніше 1899-го їх закинули, а видобувні роботи провадились не глибше за 128 метрів.
У 1901-му внаслідок злиття Kapanga Gold Mining зі згаданою вище Balgrove's Freehold Mining Company та Kathleen Gold Mines створили компанію Tarkwa Proprietary Limited, акціонери якої вирішили припинити роботи в Новій Зеландії та спробувати щастя в колонії Золотий Берег (наразі Гана). У 1906-му Tarkwa Proprietary Limited ліквідовано, а права на копальню Капанга опинились у «Cornes and Hollis». У будь-якому разі, історія копальні Капанга завершилась не пізніше 1911 року.
Загальний накопичений видобуток становив 17 тисяч тонн кварцитів, з яких отримали 1,7 тонни золота та 0,6 тонни срібла.